# إيفيت ميميو
إيفيت ميميو (بالإنجليزية: Yvette Mimieux) (و. 1942  م) هي رائدة أعمال، وممثلة مسرحية، وممثلة أفلام، وممثلة تلفزيونية، وعارضة أمريكية، ولدت في هوليوود.

## وصلات خارجية
- إيفيت ميميو على موقع IMDb (الإنجليزية)
- إيفيت ميميو على موقع ألو سيني (الفرنسية)
- إيفيت ميميو على موقع ميوزك برينز (الإنجليزية)
- إيفيت ميميو على موقع تيرنر كلاسيك موفيز (الإنجليزية)
- إيفيت ميميو على موقع أول موفي (الإنجليزية)
- إيفيت ميميو على موقع قاعدة بيانات الأفلام السويدية (السويدية)
- إيفيت ميميو على موقع إن إن دي بي (الإنجليزية)
- إيفيت ميميو على موقع ديسكوغز (الإنجليزية)
- إيفيت ميميو على موقع قاعدة بيانات الفيلم (الإنجليزية)
- إيفيت ميميو على موقع ليتربوكسد (الإنجليزية)